# Hesepe (Emsland)

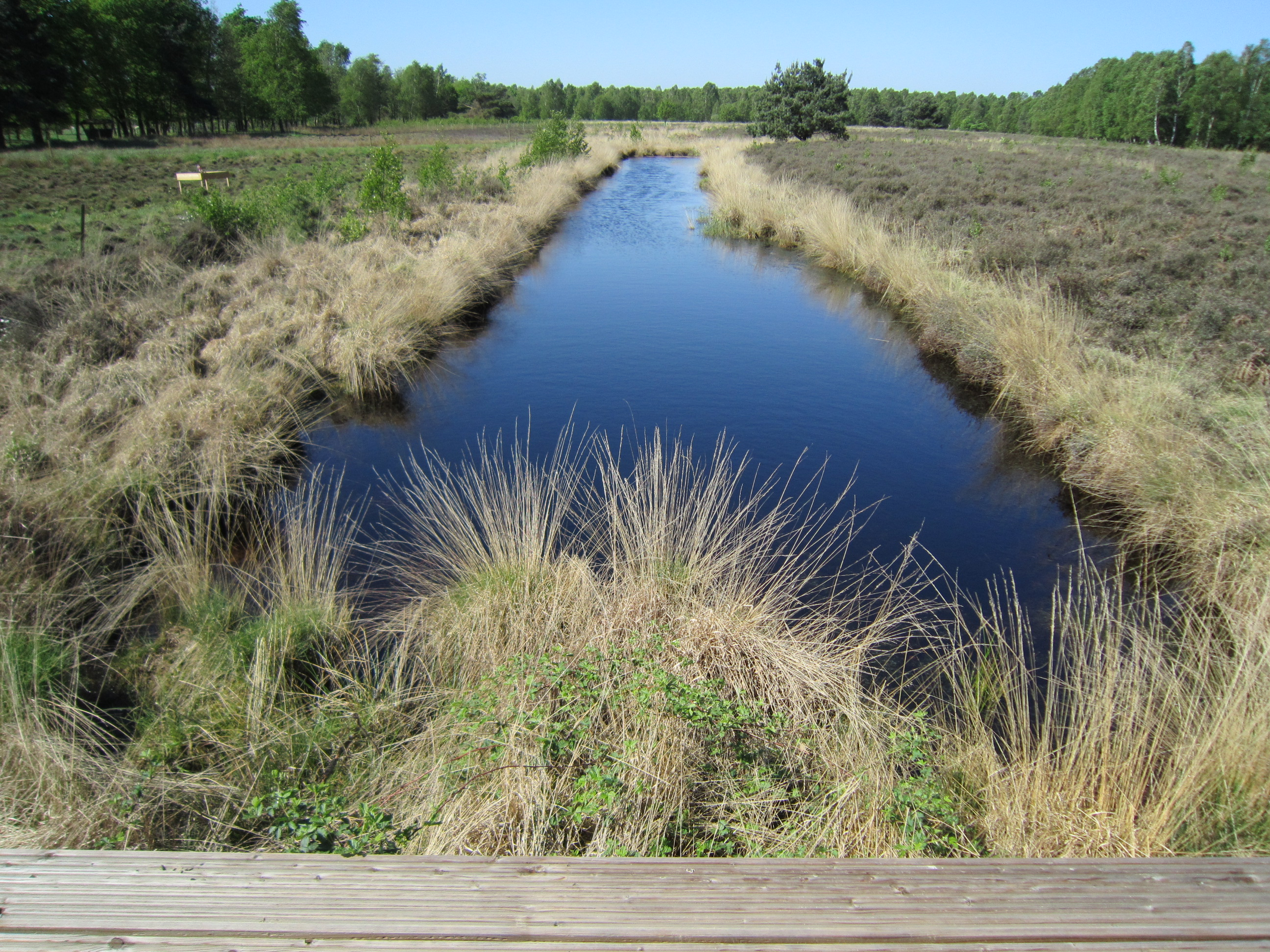
Moorlandschaft im Emsland Moormuseum Groß Hesepe

Klein und Groß Hesepe (plattdeutsch: Hääspe) sind Orte in der Gemeinde Geeste im niedersächsischen Landkreis Emsland.

## Übersicht
Groß Hesepe
- Einwohner: 2526 (Juni 2006)
- Fläche: 26,68 km²
- Bevölkerungsdichte: 95 Einwohner je km²

Klein Hesepe
- Einwohner: 776 (Juni 2006)
- Fläche: 18 km²
- Bevölkerungsdichte: 43 Einwohner je km²

## Lage
Klein und Groß Hesepe liegen, wie z. B. auch Fullen, Rühle, Dalum, Lohne und Wietmarschen, links der Ems im Süden des Bourtanger Moores am Rande des Internationalen Naturparks Bourtanger Moor-Bargerveen. Dort verläuft ein alter Heer- und Handelsweg, der, von Westfalen über Bad Bentheim kommend, zwischen der Ems und dem Bourtanger Moor bis zur Nordsee nach Emden führt und der in Teilen der heutigen Meppener Straße entspricht. Über diesen Heerweg wanderten auch die Missionare, die nach Gründung des Missionsmittelpunktes in Meppen um 780 mit der Christianisierung der vormals heidnischen Dörfer des Emslandes begannen. 834 übertrug Kaiser Ludwig der Fromme, Sohn Karls des Großen, die Missionszelle Meppen samt den dazugehörigen Dörfern dem Kloster Corvey an der Weser, in der Nähe des heutigen Höxter.

## Ortsname
Der Ortsname Hesepe findet sich in den verschiedensten Schreibweisen in den Urkunden und Schriftstücken wieder: hasba, hasapa, hespe, häspe. Alle Varianten gehen zurück auf die ursprüngliche und älteste Form hes-epe: die Grundsilbe „epe“ (auch „apa“) bedeutet „kleiner Wasserlauf“ oder „Bach“; die Vorsilbe „has“ oder „häs“ steht für die Farbe des Hasen, also graubraun. „Hesepe“ bezeichnet demnach einen „graubraunen Bach“ und kann auch als „Moor-Wasser“ (oder plattdeutsch „Moor-Beke“) verstanden werden. Die Wörter „hes“ und „epe“ stammen aus dem indogermanischen Wortschatz und lassen vermuten, dass die Bezeichnung „Hesepe“ zu den ältesten Ortsnamen in der Region Emsland/Grafschaft Bentheim zählt (das Gleiche gilt für Hesepe bei Nordhorn, siehe auch Hesepe (Bramsche)#Herkunft des Namens).

## Geschichte

### Frühgeschichte
Die frühzeitlichen Ansiedlungen im Bereich von Geeste beschränken sich auf den hohen Geestrücken in Hesepe, Dalum und Geeste. Diese ersten Siedlungen entwickelten sich aus Einzelhöfen hin zu kleinen Zusammenschlüssen in der Form von Haufendörfern, in Groß Hesepe zu Füßen des Hügels, auf dem sich heute die St.-Nikolaus-Kirche erhebt. Eines der ersten Gebäude auf dieser Erhebung könnte ein befestigtes Bollwerk zur Kontrolle der nahen Ems und des Uferweges, des Alten Heerweges, gewesen sein – der Volksmund spricht noch von einem „Heidentempel“ als Vorläufer der alten Kirche.

### Mittelalter und frühe Neuzeit
Erstmals urkundlich erwähnt wurde Hesepe im Jahr 1000. So erscheinen im Heberegister der Abtei Corvey abgabepflichtige Höfe in „Hasba“, „Dalamum“ und „Wachendorphe“.
Um 1190 wird die Errichtung einer Nikolauskirche in Hesepe erwähnt. Sie wurde zwischen 1150 und 1190 durch die Edelherren von Hesepe als Eigenkirche errichtet und vor 1365 von der St.-Vitus-Kirche in Meppen abgepfarrt.
Residenz der Edelleute waren der Warlingshof („der Hof des Warling“) und die zugehörige Huckeburg („die Burg des Hucko/Hugo“). Zu dieser Zeit war Hesepe bereits der Sitz eines alten Freistuhles, das heißt eines Gerichtes, an dem die Edlen von Hesepe als Stuhlfreie amtierten. Mit der ab 1350 einsetzenden Tendenz zur Auflösung solcher Haupt- und Adelshöfe konnten auch in Hesepe die Dorfbewohner das Land als eigenen Acker bestellen.
Eine frühe Nennung des Ortes Klein Hesepe findet sich in alten Schriften des Klosters Marienrode (Wietmarschen). Dieses erwarb 1221 „von Dythard van Landegghe für 10 Mark Hulstermanns halbes Erbe in der Mark und Bauerschaft Klein Hesepe“. Eine weitere Erwähnung betrifft das 15. Jahrhundert: „Der Stadtrat von Meppen kaufte 1488 von der Äbtissin zu Marienrode die hörigen Leute Johann Over zu Overhus und Schwenne Hülster zu Kleinhesepe und besetzte mit diesen den noch übrigen Teil des Klostergutes.“
Die kirchliche Zugehörigkeit Hesepes unterschied sich lange Zeit von der politischen. Seit der Mission (ab 780) bis 1667 war das Emsland ein Teil der Diözese Osnabrück, von 1667 bis 1824 unterstand es der Diözese Münster, seit 1824 gehört es wieder zu Osnabrück. In der politischen Verwaltung gelangte Hesepe im Jahre 1252 als Teil des Amtes Meppen durch Ankauf an das Niederstift Münster, dem es bis zur Auflösung der geistlichen Fürstbistümer im Jahr 1803 angehörte. Das Amt Meppen gelangte an den Herzog von Arenberg. 1814 nahm Georg III., König von Hannover und England, das Amt mit allen zugehörigen Dörfern in seinen Besitz, beließ aber die standesherrlichen Rechte wie Schulaufsicht und Polizeiverwaltung bei den Herzögen von Arenberg. 1866 annektierte Preußen das Königreich Hannover und machte die hannoverschen Emsländer wider Willen zu Bewohnern des Landes Preußen und 1871 des neu gegründeten Deutschen Reiches. Im Rahmen der preußischen Kreisreform erfolgte schließlich die Gründung des Kreises Meppen in der neuen Provinz Hannover. Nach dem politischen Neubeginn 1945, in der das Emsland zunächst zur britischen Besatzungszone gehörte, wurde eine neue Verwaltungsstruktur mit selbstverwalteten Kommunen etabliert. Daraus formten sich später die heutigen Gemeinden.
In Hesepe wütete mehrfach die Pest in beiden Dörfern, unter anderem in den Jahren 1346–1350 und im Jahre 1624 in den Wirren des Dreißigjährigen Krieges. Auch nach dem münsterisch-holländischen Krieg 1667 verheerte die Pest, die durch Söldnertruppen über die Ems und den alten Heerweg eingeschleppt wurde, die beiden Hesepe. 1779 kam es schließlich zu einer Viehpest in Klein Hesepe. Bereits 1633 wurde Hesepe von plündernden Schweden heimgesucht, 1795 von englischen Soldaten, die auf der Flucht vor französischen Revolutionstruppen durchzogen, wenige Jahre später von napoleonischen Heeren. 1806 wurden beide Dörfer preußisch besetzt, 1810 französisch, bis sie 1813 wieder arenbergisch wurden.
Aus dem Jahre 1652/1659 stammt das älteste überlieferte Verzeichnis sämtlicher Haushalte und Einwohner des Kirchspiels. Auf das Kirchdorf Groß Hesepe entfielen 42 Haushalte und 239 Einwohner, auf Klein Hesepe 20 Familien und 112 Einwohner, auf Dalum 38 Haushaltungen und 258 Einwohner. Im Jahre 1842 war die Bevölkerung des Kirchspiels auf 1.049 Einwohner angewachsen (Groß Hesepe 387, Klein Hesepe 192, Dalum 468). Aus dem Jahr 1802 liegen statistische Angaben zur sozialen Gliederung der Bevölkerung vor; demzufolge zählten von 121 Haushaltungen des Kirchspiels (einschließlich Wachendorf) 26 zu den Vollerben, 16 zu den Halberben, 29 zu den Drittelerben und 50 Familien zu den Heuerlingen. Auch 1851/52 war die Schicht der Heuerlingsfamilien noch deutlich in der Minderheit: von 194 Familien gehörten ihr nur 62 an. 1802 ging kein einziger Heuermann zur Arbeit nach Holland, 1851/52 waren nur fünf der Heuerleute auch Hollandgänger. Nach Hebelisten aus dem Jahr 1857 befanden sich in Groß Hesepe 63 Haushalte, in Klein Hesepe 31, in Dalum 77, in Schwartenpohl 21, in Wachendorf 12 und in Mühlengraben 5.
Die Kriegswirren und ihre Folgen trafen insbesondere die nichtbesitzenden Schichten der ländlichen Bevölkerung, vor allem Heuerleute und Tagelöhner. Viele wandten sich mit der Bitte um Zuweisung von eigenen Wohn- und Siedlerplätzen in den unbewohnten Markengebieten des Bourtanger Moores an die Obrigkeit:
„... dass ich Rudolph Vohs ein bedrängter Heuermann zu Kleinen Hesepe amts meppen im jahr 1774 mich um einen wohnplatz und freyland im morast und sogenannten twist gemeldet“.
Nach langen Bemühungen wurden 1784 Johann Gerhard Bekel und anderen Antragstellern offizielle Genehmigungen für die schon bestehenden Ansiedlungen im Heseper Moor ausgestellt. Die neuen ärmlichen Kolonien Heseper Twist und Rühler Twist wurden jedoch noch bis etwa 1820 vom Bürgermeister des alten Kirchspiels Hesepe mitverwaltet. Zu diesem Kirchspiel gehörten neben Klein und Groß Hesepe auch die Gemeinden Schwartenpohl (bis 1912), Dalum (bis 1936) und Wachendorf (bis 1948).

### 19. Jahrhundert
Um 1800 stand Hesepe als blühendes Kirchspiel mit bescheidenem Wohlstand da, die Bevölkerungszahl stieg hingegen nur langsam an. Das Kirchspiel Hesepe vereinte die Funktionen der Pfarrgemeinde und der politischen Gemeinde zu dieser Zeit noch weitgehend in sich. Im 19. Jahrhundert wurden schließlich die politisch eigenständigen Gemeinden Klein Hesepe und Groß Hesepe geschaffen. Trotz dieser Selbständigkeit blieben viele öffentliche Einrichtungen gleichermaßen für alle Heseper zuständig, so u. a. die Kirche und zugehörige Organisationen („Katholische Frauen und Mütter“, seit 1916 (heute: kfd); Kirchenchor, Theatergruppe, KLJB usw.), die Schulen (seit 1830/1840), die Post (seit 1883), der Sportverein (seit 1923), die Freiwillige Feuerwehr (seit 1936; mit einem eigenen Spritzenhaus in Klein Hesepe), das Standesamt, das Schiedsmannamt und die Polizeistation.
Ein stärkeres Wachstum der sich lange Zeit kaum verändernden Bevölkerungszahlen und der räumlichen Ausdehnung der beiden Hesepe, insbesondere in den heutigen Ortsteilen Feld und Korde, ist erst infolge der Verkoppelung im Jahre 1870/1871 zu verzeichnen. In einem Umlegungsverfahren wurden insgesamt 425 ha kultiviertes Ödland und Umland an die Bauern anteilig aufgeteilt. Noch bis zum Jahre 1914 waren beide Hesepe überwiegend landwirtschaftlich geprägt. Die Bevölkerung bestand aus Bauern (unterteilt in Vollerben, Halberben, Drittelerben, Viertelerben, Sechstelerben und Eigner), Heuerleuten, Handwerkern und einigen wenigen Händlern.
Einen wichtigen organisatorischen Mittelpunkt Klein Hesepes bildete die 1861 mit Ziegeln aus der ehemaligen Heseper Ziegelei („Tiegelei“) erbaute Kapelle an der Emstalstraße. Der Standort der Ziegelei lag an der heutigen Meppener Straße in der Nähe des Kraftwerkes. Die Kirche diente, mit Ausnahme der Weltkriegsjahre 1914–1918, bis 1939 zum einen für das Abhalten von Andachten und zum anderen als Raum für Gemeinde- und Markenversammlungen. In diesen Versammlungen wurden auch die notwendigen Hand- und Spanndienste, beispielsweise die Uferbefestigung der Ems oder Schneeräumen, abgesprochen. Bis 1945 fand das Gebäude Verwendung als Kindergarten und gleichzeitig als Fliegerwache, in der Folgezeit auch als Wohnraum für Flüchtlinge und als Maschinenpark für landwirtschaftliche Geräte. 1985/86 wurde sie in Eigenleistung versetzt und wiederaufgebaut.
Im Rahmen der seit 1871 vielerorts erfolgten Gründung von Kriegervereinen wurde im Jahre 1880 in Klein Hesepe ein Krieger- und Schützenverein erstmals erwähnt. Die Schützenfeste wurden stets zur Pfingstzeit – gleichzeitig mit dem Fest des heutigen St.-Hubertus-Vereins in Groß Hesepe – gefeiert. 1922 schlossen sich die Klein Heseper Schützen dem Groß Heseper Verein an. Zu einer Neugründung als „Schützenverein St. Nikolaus e. V.“ kam es im Jahre 1980.
Die heutige Vereinsgaststätte Einspanier ist schon lange ein Bestandteil Hesepes. Um 1850 erwarb der Schuster Gerhard Einspanier das Anwesen an der Meppener Straße von Gerhard Hermann Kuhl aus Schwefingen. Zusätzlich zur Schusterei wurde eine Scheune betrieben, die zu einer Gastwirtschaft erweitert wurde.

### 20. Jahrhundert
Im Jahre 1929 übernahm Bernhard Einspanier den Betrieb, 1934 erfolgte ein Umbau durch die Firma Többen aus Dalum. 1946 wurde ein Lebensmittelgeschäft angebaut, 1958 die Wirtschaft vergrößert, 1977 erfolgte eine grundlegende Renovierung der Gastwirtschaft und der Bau einer Kegelbahn und eines kleinen Saales. 1982 wurde schließlich eine moderne Küche eingerichtet und ein Schießstand für die Schützen des St.-Nikolaus-Vereines angelegt.

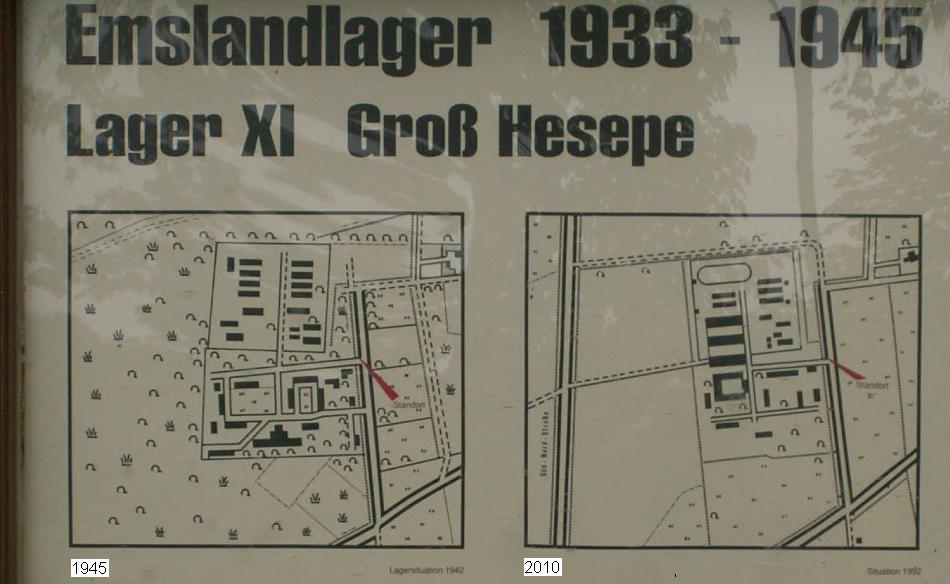
Plan vom Emslandlager Groß Hesepe 1945 und 2010.

Ab dem Jahre 1913 kam es zu einem allgemeinen Aufschwung und Bevölkerungszuwachs in Hesepe durch die Gründung des Heseper Torfwerkes (HTW) durch Georg Klasmann. Im Torfwerk, in dessen Umfeld ein eigener Ortsteil, das „Heseper Torfwerk“, erwuchs, fanden viele Heseper einen sicheren Arbeitsplatz. Weitgehend vergessen ist hingegen die Tatsache, dass es schon 1866 ein „Torfwerk“ in Hesepe gegeben hatte. Wilhelm Jüngst, der Erfinder der Torfkoksherstellung, gründete in diesem Jahr sein Erz- und Torfwerk in Lingen mit Produktionsstätten in Hesepe, Lathen und Lohne. Der Absatz des Produktionsortes Hesepe belief sich an Rohtorf auf insgesamt 300 Tagwerk Torf, von denen 150 Tagwerk zur Eisenhütte Reismann & Co. in Meppen gingen. 1868 endete diese Episode jedoch schon, da sowohl die Lingener Hütte als auch das Torfwerk Konkurs anmelden mussten.
Im Ersten Weltkrieg fielen 28 Männer aus Klein und Groß Hesepe, im Zweiten Weltkrieg 64 Männer, hinzu kamen 20 Vermisste. 1929 wurde das Kriegerdenkmal Hesepe eingeweiht. Während der Zeit des Nationalsozialismus befand sich im Heseper Moor ein Emslandlager, in dem vor allem Kriegsgefangene inhaftiert waren (Lager XI – Groß Hesepe).

### Nachkriegszeit
Nach dem Ende des Zweiten Weltkriegs kamen mehrere hundert Heimatvertriebene nach Hesepe, die hier Aufnahme fanden. Die Abtorfung und Kultivierung des Bourtanger Moores im Rahmen des Emslandplanes schuf hier in den Folgejahren die Voraussetzungen für neue Vollbauernsiedlerstellen, die bevorzugt an Vertriebene aus Schlesien und Ostpreußen übergeben wurden. Schon 1955 entstand in diesem Zusammenhang der neue Ortsteil „Hesepermoor-Mitte“.
Nach Kriegsende 1945 war Bernhard Schillers, der schon in den 1930er Jahren Gemeindevorsteher gewesen war, (ehrenamtlicher) Bürgermeister von Klein Hesepe. Nach dessen Tode wurde der Landwirt Gerhard Koers zum neuen Bürgermeister gewählt, der sein Amt bis 1952 ausübte. Von 1952 bis 1954 führte Heinrich Wolters als Vorsitzender des Gemeinderates und Bürgermeister die Geschicke der Gemeinde, bis er schließlich vom Landwirt Josef Röckers abgelöst wurde. Dieser blieb Bürgermeister bis zur „kleinen Gemeindereform“ im Jahre 1967. Durch einstimmigen Beschluss der Ratsmitglieder von Klein und Groß Hesepe wurden mit Wirkung vom 1. Juli 1968 beide Gemeinden zur Gemeinde Groß Hesepe vereinigt. Erster und einziger Gemeindedirektor der Gemeinde Groß Hesepe war Franz Spiekermann. Ihm zur Seite stand als Bürgermeister Hermann Brinker und dessen Nachfolger Heiner Schwering.
Mit Beginn der 1950er Jahre kam es durch den Emslandplan zur „Erschließung der Ödländereien des Emslandes“ zu tiefgreifenden Veränderungen. Durch die Kultivierung von Ödland und Moor erreichte man eine Vergrößerung der nutzbaren Flächen, durch verbesserte Landbaumethoden eine Steigerung der Erträge. Gleichzeitig begann man mit einer umfassenden Flurbereinigung. Der zersplitterte, unwirtschaftlich geformte Grundbesitz wurde durch die Zusammenlegung von Flächen wirtschaftlicher gestaltet; es kam zu zahlreichen Aussiedlungen aus den Dorfkernen, und die Betriebsstruktur der landwirtschaftlichen Betriebe lag nach Abschluss der Maßnahmen zumeist über 15 ha. Auch die Verbesserung der Wasserverhältnisse (Grund-, Ab- und Trinkwasser) und die Anlage sowie Erneuerung weiterer Infrastruktur, wie Elektrizität und Verkehrswesen, trugen zu weiterem wirtschaftlichen Aufschwung in Klein Hesepe bei. Durch die erfolgreichen Erdölbohrungen auf dem Gemeindegebiet – das Schlagwort „Klein Texas“ erinnert daran – kam es zu vermehrten Gewerbesteuerzahlungen, die es der Gemeinde ermöglichten, Bauland zu kaufen, Straßen anzulegen und andere Investitionen zu tätigen.
Eine zweite Gemeindereform am 1. März 1974 gliederte schließlich die politischen Gemeinden Groß Hesepe, Bramhar und Varloh in die Einheitsgemeinde Geeste ein, die sich bereits am 1. Februar 1971 aus den Gemeinden Dalum, Geeste und Osterbrock auf freiwilliger Basis gebildet hatte.

## Bürgermeister und Gemeindevorsteher
1780 – 1791: Lammers, Gerhard Hermann

1791 – 1824: Wolken, Johann Bernhard (1810–1813: Mairie Hesepe!)

1824 – 1829: Weskens, Josef

1829 – 1838: Otten, Bernhard Albert

1838 – 1841: Höltershinken, Bernhard Hermann

1841 – 1845: Kampel, Gerhard Hermann

1845 – 1850: Kampwübbels, Gerhard Heinrich

1850 – 1856: Bormes, Nikolaus

1856 – 1860: Otten, Johann Hermann

1860 – 1866: Pöttker, Gerhard Rudolf

1866 – 1873: Tappel, Johann Wilhelm

1873 – 1877: Wolken, Johann Heinrich

1877 – 1884: Grüter, Johann Hermann

1884 – 1887: Otten, Bernhard

1887 – 1900: Schwering, Bernhard

1900 – 1903: Wolken, Bernhard

1903 – 1906: Geers, Johann Hermann

1906 – 1914: Backers, Heinrich

1914 – 1920: Kampwübbels, Heinrich

1920 – 1924: Schulte, Heinrich

1924 – 1946: Veddern, Hermann

1946 – 1947: Backers, Hermann

1947 – 1949: Schulte, Josef

1949 – 1951: Veddern, Hermann

1951 – 1957: Backers, Hermann

1957 – 1964: Schene, Bernhard

1964 – 1972: Brinker, Hermann

1972 – 1974: Schwering, Heiner

## Museen
Das im Jahr 1976 gegründete Emsland Moormuseum gilt als größtes Moormuseum Europas.

## Unternehmen
- Die Unternehmensgruppe Klasmann-Deilmann hat ihren Sitz in Hesepe.

## Persönlichkeiten

### Söhne und Töchter der Gemeinde
- Heinrich Coppenrath der Erste (1808–1848), Gründer der Landbäckerei Coppenrath (heute Coppenrath Feingebäck), gegr. 1825[3][4]
- Aloys Coppenrath (1933–2013), Kaufmann und Unternehmer, zusammen mit seinem Vetter Josef Wiese Gründer der Conditorei Coppenrath & Wiese
- Heiner Schwering (1935–2013), Kommunalpolitiker und Vorsitzender des Heimatvereins der Gemeinde Geeste e. V., ehem. Vorsitzender des Fördervereins Autobahnkapelle „Jesus – Brot des Lebens“ e. V.

### Persönlichkeiten, die vor Ort gelebt und gewirkt haben
- Georg Klasmann (1885–1961), Gründer der Heseper Torfwerk GmbH, später Klasmann-Deilmann
- Helmut H. Spiekermann (* 1968), deutscher Germanist
- Christian Drosten (* 1972), Virologe und Mediziner